# Albertkanalen
Albertkanalen (flamsk: Albertkanaal, fransk: Canal Albert) er en kanal i det nordøstlige Belgien, som er opkaldt efter kong Albert 1. af Belgien. Den forbinder storbyerne Antwerpen og Liège samt Meuse og Scheldt floderne. Dybden er 3,4 meter og der er en frihøjde på 6,7 meter. Kanalens længde er 129,5 km. Den kan besejles af pramme på op til 10.000 tons.
Kanalen blev bygget fra 1930-1939. Det tyske entreprenørfirma Hochtief AG arbejdede på kanalen mellem 1930 og 1934. Den blev benyttet første gang i 1940, men på grund af 2. verdenskrig blev kanalen først taget i brug i 1946. Mellem Antwerpen og Leige er der en højdeforskel på 56 meter. I alt 6 sluser skulle der til for at overvinde forskellen. Fem sluser har en højde på 10 meter (placeret i Genk, Diepenbeek, Hasselt, Kwaadmechelen og Olen), slusen ved Wijnegem har en højde på 5,45 meter.
i 1930'erne tog det omkring 7 dage at rejse fra Antwerpen til Liege ad søvejen. I dag kan rejsen klares på 18 timer. Efter færdiggørelsen af Rhein-Main-Donau kanalen i 1992, kan en flodpram nu sejle fra Antwerpen hele vejen gennem Europa til Sortehavet.
Under 2. verdenskrig fungerede kanalen som en forsvarslinje. Det skulle sikre ikke bare Belgien, men også de nordøstlige provinser af Frankrig. Sluserne blev brugt til at kontrollere vandhøjden.
I september 1944 etablerede den 2. canadiske division et brohoved over kanalen, da de allierede kæmpede for at befri Belgien og Holland fra tysk besættelse.
51°04′03″N 5°11′27″Ø / 51.0674°N 5.1907°Ø